# Владимир Фирм
Владимир Фирм (5. јун 1923 — 27. новембар 1996) био је југословенски и хрватски фудбалер који је на Љетним олимпијским играма 1952. године освојио сребрну медаљу.
Наступио је 16 пута за репрезентацију града Загреба, док је за југословенску репрезентацију наступио 3 пута и то у утакмицама против Румуније (Букурешт, 1947. године), Албаније (Тирана, 1947. године) и Француске (Фиренца, 1949. године). Био је у саставу репрезентације на Свјетском првенству 1950. године и на Олимпијским играма 1952. године.